# БраМіт
«БраМіт» — один з перших серійних радянських глушників. Отримав назву «БраМіт» на честь винахідників — братів В.Г. і І.Г. Мітіних. Перша модель, призначена для встановлення на револьвер системи Нагана, була розроблена в 1929 році. Надалі, в 1930-роки був розроблений варіант для установки на гвинтівку Мосіна.
«БраМіт» широко і успішно використовувався в роки Німецько-радянської війни бійцями розвідувально-диверсійних груп РКЧА, спецпідрозділів НКВС, а також радянськими партизанами.

## Історія
В СРСР сплеск інтересу до ПБС відноситься до початку 1930-х рр. Вперше випробування ПБС проводилися в 1931 р, але за це десятиліття створити скільки-небудь придатну для застосування конструкцію не вдалося.
У червні 1940 р на полігонні випробування був представлений глушник звуку пострілу (по сучасній термінології ПБС) конструкції І. Г. Мітіна. Розробка глушника фінансувалася Головним артилерійським управлінням на замовлення Головного розвідуправління і штабу Сухопутних військ. Він був створений в Особливому конструкторському бюро НКВС. У грудні 1940 р глушник був прийнятий на озброєння для комплектації гвинтівок зразка 1891/30 рр.
Прилад «Браміт» приєднувався до ствола гвинтівки Мосіна, і представляв собою сталевий циліндр довжиною 147 мм і діаметром 32 мм. Стрільба проводилася спеціальним гвинтівковим патроном зі зменшеною швидкістю (не більше 260 м/с) і легкою кулею. Купчастість стрільби з гвинтівки з «Брамітом» була рівноцінна купчастості карабіна зразка. 1938 року, гранична дальність становила 300 м, ефективна — 150-200 м.
Серійне виробництво глушників почалося в 1942 році. За час війни було виготовлено кілька десятків тисяч приладів, які використовувалися партизанами, розвідувальними та диверсійними групами (в тому числі і зі снайперською гвинтівкою). Іноді їх використовували армійські снайпери в позиційний період бойових дій.
Німецька армія до червня 1941 р. не мала власних глушників, і прийняла на озброєння трофейні стрілецькі комплекси «Браміт» як Schalldampfer 254 (r). Власні розробки німці почали впроваджувати з 1943 р. У 1943 р німецька фірма Schneider-Opel скопіювала радянський ПБС для використання з 7,92 мм автоматами MP43, однак до масового виробництва справа не дійшла. Копії «Брамітов» виготовлялися і у Фінляндії.
В процесі випробувань були відпрацьовані ще два варіанти приладу «Браміт»: для карабіна зразка 1938 року і револьвера Нагана зразку 1895 р. Обидва ці варіанти не набули широкого поширення. «Браміт» для карабіна дозволяв вести стрільбу на дальність трохи більше 100 м, і, внаслідок більш високого дульного тиску, мав вищу звучність. Варіант для револьвера значно збільшував вагу зброї (з 834 до 1144 г), довжину (з 230 до 350 мм), і, хоча кілька збільшував швидкість кулі (з 272 до 278 м/с), істотно знижував пробивну дію і купчастість стрільби.
У 1938-1941 рр. І.Г. Мітіним були розроблені ПБС для пістолета-кулемета Токарєва і пістолета-кулемета Дегтярьова. На озброєння вони не бралися.
У плані дослідних робіт НІПСВМО на 1941 р. значилося проектування приладу «Браміт» і для снайперської гвинтівки СВТ-40. Невідомо, чи був він розроблений.
«Браміт» для кулемета Дегтярьова (ДП) був розроблений Особливим конструкторським бюро НКВД спільно з фахівцями Арткома Головного Артилерійського Управління в 1941-1942 рр. Він призначався для партизанських загонів і авіадесантних частин. Випробування проводилися 23 травня 1942 року на Софрінскому артилерійському полігоні. «Браміт» кріпився на ДП замість штатного полум'ягасника і важив близько 1,3 кг. Довжина кулемета разом з приладом становила 1332 мм. Для стрільби використовувалися набої, призначені для гвинтівочного «Браміта», проте розроблялися і спеціальні кулеметні набої, тому що гвинтівочні набої мало пристосовані для автоматичного вогню.
У короткому звіті про випробування кулеметного «Браміта» сказано: «При автоматичній стрільбі звук пострілу зовсім відсутній і тільки на близькій відстані чути звук удару рухомих частин кулемета, що нагадують роботу швейної машинки». Убивча дія кулі і прицільна дальність визначалися полігоном в 500 м. 27 травня 1942 р глушник був прийнятий на озброєння під найменуванням «СГ—ДП» (Спеціальний глушник до ДП). Даних про виробництво немає.

## Будова
Глушник представляв собою циліндричну трубку діаметром 32 мм і довжиною 140 мм, всередині розділену на дві камери, кожна з яких має з торців гумові шайби товщиною 15 мм, встановлені поперек цієї труби і мали хрестоподібні прорізи для проходження кулі. У стінках кожної з камер були отвори невеликого діаметра (близько 1 мм) для виходу порохових газів з корпусу глушника. У першій камері також знаходився відсікач, який зменшував кількість газів, що проходили в другу камеру. На корпусі глушника для гвинтівки Мосіна наносилось нагадування про необхідність стріляти тільки спеціальними патронами зі зменшеною початковою швидкістю.

## Спецнабій
Для стрільби з гвинтівки застосовувався спеціальний набій 7.62х54 мм зі зменшеним зарядом пороху (0,8 грама замість 3,6 грамів в стандартному патроні), який дозволяв знизити початкову швидкість кулі. Патрон зберіг штатну кулю типу «Л» масою 9,6 грам, щоб відрізняти від стандартного патрона, пофарбовану повністю в зелений колір. У повоєнний час 7,62 мм набій гвинтівки зі зменшеною швидкістю кулі (ЗШ) не проводився.
Для револьвера Нагана використовувався спеціальний набій із загостреною кулею для забезпечення правильного проходження нею гумових обтюраторів.

## Недоліки пристрою
Істотним недоліком пристрою була мала надійність (БраМіт доводилося часто чистити через велику кількість порохового нагару, який осідав на стінках камер) і низька довговічність (гумові шайби швидко приходили в непридатність). Крім того, глушник був великий і порушував балансування зброї.